# بابایفو
شهر بابایفو (به روسی: Бабаево) در کشور روسیه و در اوبلاست ولوگدا واقع شده‌است.